# Koror
Koror è uno dei 16 stati in cui si divide Palau.

## Geografia fisica
Lo Stato di Koror è costituito da numerose isole ed isolette (circa una trentina) che si trovano subito a sud di Babeldaob, l'isola principale delle Palau, per una superficie totale di 18 km². Diverse di queste isole sono collegate tra loro da ponti grazie alla loro vicinanza. Sull'isola principale, Koror (detta anche Isola di Oreor), si trova la città più grande del paese, già capitale, chiamata anch'essa Koror. Essa è collegata con:
- l'isola di Ngerekebesang, su cui si trova la seconda città più popolosa di Palau, Meyungs, con una popolazione di 1 200 abitanti;
- l'isola di Malakal, su cui si trova il porto di Koror
- lo Stato di Airai, sull'isola di Babeldaob, dove sorge l'aeroporto internazionale.

Nello Stato di Koror ci sono 22 hotel e 8 motel.

## Storia
Il 7 ottobre 2006 la cittadina di Melekeok (sull'isola di Babeldaob) è diventata la nuova sede del governo di Palau, sostituendo Koror come capitale.

## Altro
- Koror è uno dei nomi di tribù nella versione di Palau del reality show televisivo Survivor.